# Hermann Heller (Bezirksoberamtmann)
Hermann Heller (* 4. Juni 1871 in Kunreuth im Landkreis Forchheim; † 6. Juni 1950 in Laufen) war ein deutscher Verwaltungsjurist und Bezirksoberamtmann.

## Leben
Nach dem Abitur am Melanchthon-Gymnasium Nürnberg studierte Hermann Heller in den Jahren von 1890 bis 1894 Rechtswissenschaften an der Friedrich-Alexander-Universität Erlangen-Nürnberg (Mitglied der katholischen Studentenverbindung CStV Uttenruthia Erlangen) und der Humboldt-Universität zu Berlin. Im direkten Anschluss leistete er seinen Militärdienst als Einjährig-Freiwilliger und den dreijährigen Vorbereitungsdienst (Referendariat), der ihn zum Amts- und Landgericht Nürnberg und zu den Bezirksämtern Nördlingen und Nürnberg führte. 1898 legte er das Große juristische Staatsexamen mit der Note II 11/20 ab und kam 1901 als Assessor zum Bezirksamt Dinkelsbühl. Zum 1. Juli 1914 wurde er als Bezirksamtmann mit der Leitung des Bezirksamtes Tirschenreuth betraut. Dieses Amt hatte er – unterbrochen durch den Kriegsdienst vom 17. November 1914 bis zum 30. April 1917 – bis zum Jahresende 1919 inne. In Neuburg an der Donau leitete er als Bezirksamtsvorstand die Verwaltung vom 1. Januar 1920 bis zum 30. November 1931, als er zum Bezirksamt Weißenburg wechselte. In Neuburg wurde er zum 1. April 1920 als Bezirksoberamtmann übergeleitet und am 1. April 1923 zum Oberregierungsrat befördert. Zum 16. Mai 1933 verließ er Weißenburg und ging zum Bezirksamt Lichtenfels. Bis zu seinem Eintritt in den Ruhestand zum 1. August 1936 war er Leiter der Verwaltung. Während des Zweiten Weltkrieges wurde er „reaktiviert“ und als Leiter des Ernährungs- und Wirtschaftsamtes Laufen eingesetzt.
Heller hatte am 7. Oktober 1902 in Dinkelsbühl mit Elise Sophie Rabus (1879–1949) die Ehe geschlossen, aus der fünf Söhne und eine Tochter hervorgegangen sind.
Zum 1. Mai 1935 war er in die NSDAP eingetreten (Mitgliedsnummer 3.665.375).